# Amphipholis vitax
Amphipholis vitax är en ormstjärneart som först beskrevs av Jean Baptiste François René Koehler 1904.  Amphipholis vitax ingår i släktet Amphipholis och familjen trådormstjärnor. Inga underarter finns listade i Catalogue of Life.